# Færøernes Nationalmuseum
Færøernes Nationalmuseum (færøsk Tjóðsavnið) er et kulturhistorisk museum og nationalmuseum for Færøerne. Siden 1996 har hovedafdelingen  været i Hoyvík i en ny bygning med bibliotek og en bådehal med færøske både. Der er åbent fra 1. maj til 30. september fra  10 til 17.
Den permanente udstilling viser Færøernes geologi, botanik, zoologi, arkæologi, folkeliv og historie. Museet rummer blandt andet fund fra vikingetiden på Færøerne, bl.a. Kirkjubøur-runestenen de originale færøske robåde, kirkebøstolene fra det 15.århundrede, folkedragter og møntfundet i Sandur.

## Historie
- 1898 I Ólavsøka blev Føroya Forngripagoymsla (Færøernes historiske samling) indviet.
- 1916 blev Føroya Forngripafelag. (Historisk forening for Færøerne stiftet)
- 1928 blev museet med M. A. Jacobsen og ægteparret Hans Andrias Djurhuus og Petra Djurhuus som hovedkræfter reorganiseret.
- 1930-1950 Politikeren Andreas Weihe (1867-1946) var en vigtig foregangsmand i 30-erne. Den færøske historiker Sverri Dahl (1910-1987) forskede i 40-erne i vikingetiden på Færøerne, hvilket fik stor betydning for museets udvikling.
- 1952 blev den Historiske samling udnævnt til Færøernes historiske museum af Lagtinget.

## Afdelingen Frilandsmuseet Hoyvíksgarður
Museumsafdelingen der ligger i bydelen Hoyvík har åbent fra 1. maj til 30. september fra 10 til 17. 
Der vises en gammel færøsk gård med huse, stalde og omgivelser. Ifølge sagnet lå bondegården oprindeligt ved Kúr.dalur, men blev i 1772 flyttet til dets nuværende placering af bonden, der på dette tidspunkt havde overtaget gården.

## Afdelingen Hvalstationen Við Áir
Við Áir ved Hvalvík blev bygget i 1905 af norske hvalfangere, men blev senere drevet af færinger. Den blev forladt i 1984, da fangsten stoppede. I dag er við Áir industriarv. Bevaringsprojektet på hvalstationen har været i gang siden 2011. 
Der er åbent fra 22. juni til  11. august, lørdag og søndag fra 10 til 17.